# (532037) Chiminigagua
(532037) Chiminigagua est un objet transneptunien.

## Description
Comme la planète naine Éris, il appartient au disque des objets épars. Sa découverte fut annoncée le 31 mars 2014. Il a une magnitude absolue (H) de 3,0, ce qui en fait un bon candidat au statut de planète naine.
Chiminigagua passera au périhélie autour de 2198,, à une distance d'environ 36 ua. Il est actuellement proche de l'aphélie, à 80 ua du Soleil, et a donc une magnitude apparente de 22. Son orbite présente une inclinaison importante de 33°.
Observé la première fois le 15 mars 2011, il a un arc d'observation de près de 14 ans (en 2025). Il est passé à l'opposition début mars 2014.
Chiminigagua a été annoncé après 2012 VP113 et avant (523671) 2013 FZ27.
Un satellite d'environ 190 km a été découvert en août 2018 avec l'aide du télescope Hubble, à la demande de Scott Shepard,.